# Rebautismo
El rebautismo (del prefijo de repetición re- y bautismo) es el bautismo de una persona que ya había sido bautizada anteriormente. Quienes se someten al rebautismo se denominan rebautizantes o rebautizados.

## Historia

### Cristianismo temprano
En el siglo III, Firmiliano, obispo de Cesárea en Capadocia y algunos obispos de Asia y San Cipriano al frente de muchos obispos de África declararon que era preciso rebautizar a todos los que recibieron el bautismo por mano de los herejes. Se fundaban en que el que no tiene el Espíritu Santo no puede darle, máxima de la cual se seguiría que el que está en pecado mortal no puede administrar válidamente sacramento alguno y que la eficacia de este sagrado rito depende del mérito personal del ministro. Alegaban también en su favor la tradición de sus Iglesias: es constante que esta tradición no pasa del siglo II en África, ni del obispo Agripino que había precedido a San Cipriano y había ocupado su silla muchos años. S. Cipriano, Epist. 73, ad Juvayan.
El papa San Esteban resistió primero a los asiáticos y después a los africanos, a quienes les dijo, nada innovemos: atengámonos a la tradición. Aún amenazó a unos y a otros con separarlos de la comunión, pero se disputa sobre si efectivamente los excomulgó. Hasta entonces la práctica de la Iglesia era tener por válido el bautismo administrado por los herejes a no ser que alterasen la fórmula que había prescrito Jesucristo. Así se decidió en el siglo IV en el concilio de Arlés y en el de Nicea.

### Anabaptismo
Uno de los movimientos surgidos a raíz de la Reforma protestante, el anabaptismo, se opone al bautismo infantil y preconiza retrasar el bautismo hasta que la persona ya haya manifestado su fe. Los anabaptistas defienden el rebautismo de las personas que habían sido bautizadas antes de estar en uso de razón y, por tanto, de haber podido manifestar conscientemente su fe.